# Cupido noguerae
Cupido noguerae är en fjärilsart som beskrevs av Haig-thomas 1929. Cupido noguerae ingår i släktet Cupido och familjen juvelvingar. Inga underarter finns listade i Catalogue of Life.